# Fredeluga petita
La fredeluga petita (Hoploxypterus cayanus) és una espècie d'ocell de la família dels caràdrids (Charadriidae) i única espècie del gènere Hoploxypterus, si bé és sovint inclòs a Vanellus. Habita vores de rius i llacs a les planures de l'est dels Andes des de l'est de Colòmbia, Veneçuela i Guaiana cap al sud fins a l'est del Perú, nord i est de Bolívia, el Paraguai i el Brasil.